# Hieracium maritimum
Hieracium maritimum es una especie de planta con flor del género Hieracium, de la familia Asteraceae, orden Asterales.

## Distribución
Hieracium maritimum se distribuye por Inglaterra, Irlanda, Hébridas y las Islas Shetland.

## Taxonomía
Fue descrita científicamente por (F. Hanb.) F. Hanb.